# Albaladejo
Albaladejo település Spanyolországban, Ciudad Real tartományban. Albaladejo Montiel, Villanueva de la Fuente és Alcaraz községekkel határos. Lakosainak száma 1003 fő (2024).

## Népesség
A település népessége az elmúlt években az alábbi módon változott:
| Lakosok száma | 1598 | 1563 | 1558 | 1510 | 1480 | 1398 | 1235 | 1158 | 1099 | 1003 |
|               | 2001 | 2004 | 2006 | 2009 | 2011 | 2014 | 2016 | 2019 | 2021 | 2024 |